# 班克斯 (愛達荷州)
班克斯（英語：Banks）是位於美國愛達荷州博伊西縣的一個人口普查指定地區。

## 地理
班克斯的座標為44°04′54″N 116°07′26″W / 44.08167°N 116.12389°W，而該地最高點為海拔高度878米（即2881英尺）。

## 人口
根據2010年美國人口普查的數據，班克斯的面積為5.82平方千米，當中陸地面積為5.72平方千米，而水域面積為0.10平方千米。當地共有人口17人，而人口密度為每平方千米2.92人。